# Radiobandet

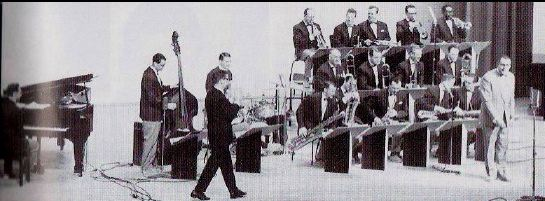
Jazzkonsert med Radiobandet under 1960-talet.

Radiobandet var namnet på ett storband som framträdde under åren 1956–1965 under ledning av Harry Arnold.

## Bakgrund
Som framgår av namnet var radion (Radiotjänst, senare Riksradion) orkesterns främsta plattform. Initiativtagare till och producent för Radiobandet var Olle Helander som var radions jazzchef och musikern Simon Brehm, vars skivbolag Karusell gav ut flera av orkesterns inspelningar på skiva. Inspelningarna skedde huvudsakligen på Södra Teatern i Stockholm och senare i Europafilms studior. Efter att Arne Domnérus fått en mer framträdande roll skedde utgivningen istället på Metronome. Brehm valde senare att fokusera på sitt skivbolag och andra engagemang, varefter Georg Riedel efterträdde honom som arrangör. Under 1960-talet minskade Harry Arnolds engagemang i radiobandet samtidigt som dess musikaliska inriktning ändrades genom Georg Riedels, Bengt-Arne Wallins och Jan Johanssons arrangemang. Under bandets sista år hade Arnold i princip slutat att agera som bandets ledare, även om han behöll rollen formellt.

## Medlemmar
Bland orkestermedlemmarna återfanns den tidens stora namn inom jazzmusiken: Nat Adderley, Coleman Hawkins, Quincy Jones och Toots Thielemans. De utvalda musikerna spelade till vardags i orkestrar ledda av altsaxofonisten och klarinettisten Arne Domnérus, tenorsaxofonisten Carl-Henrik Norin, trumpetaren Ernie Englund och basisten Simon Brehm – och inkluderade förstås även dessa kapellmästare. Vid pianot satt Bengt Hallberg och vid trummorna fanns Nils-Bertil Dahlander, göteborgare som slagit sig ned i Stockholm efter att en period varit verksam i USA.